# Colegiata de Nuestra Señora de Les Andelys
La iglesia de Nuestra Señora de Los Andelys (del francés: Notre-Dame des Andelys), llamada colegiata debido a la presencia de un colegio de canónigos del Capítulo, fue construida en 1225 sobre las ruinas de una abadía de mujeres fundada en 511 por Santa Clotilde, esposa de Clodoveo I. Es el monasterio más antiguo fundado en Normandía del que hay testimonio.
La iglesia está clasificada como monumento histórico por la lista de 1840.

## Exterior

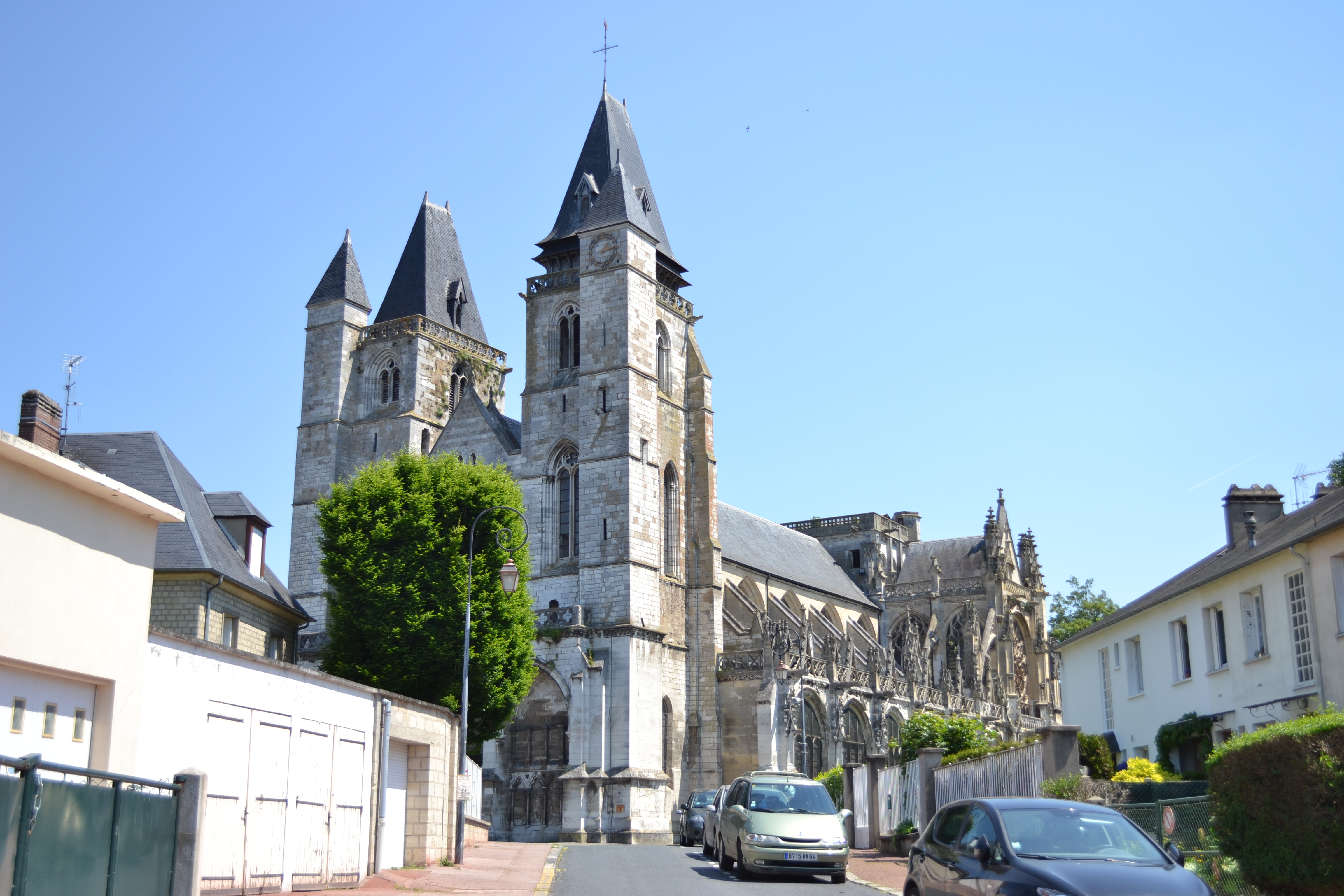
Fachada de la iglesia

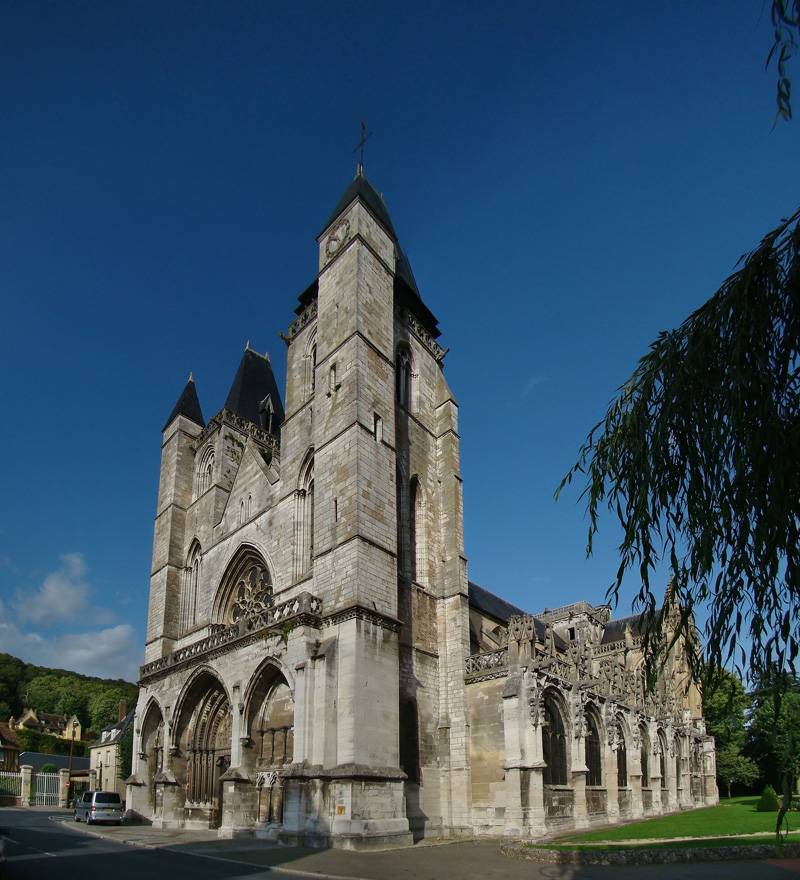
Fachada de la iglesia

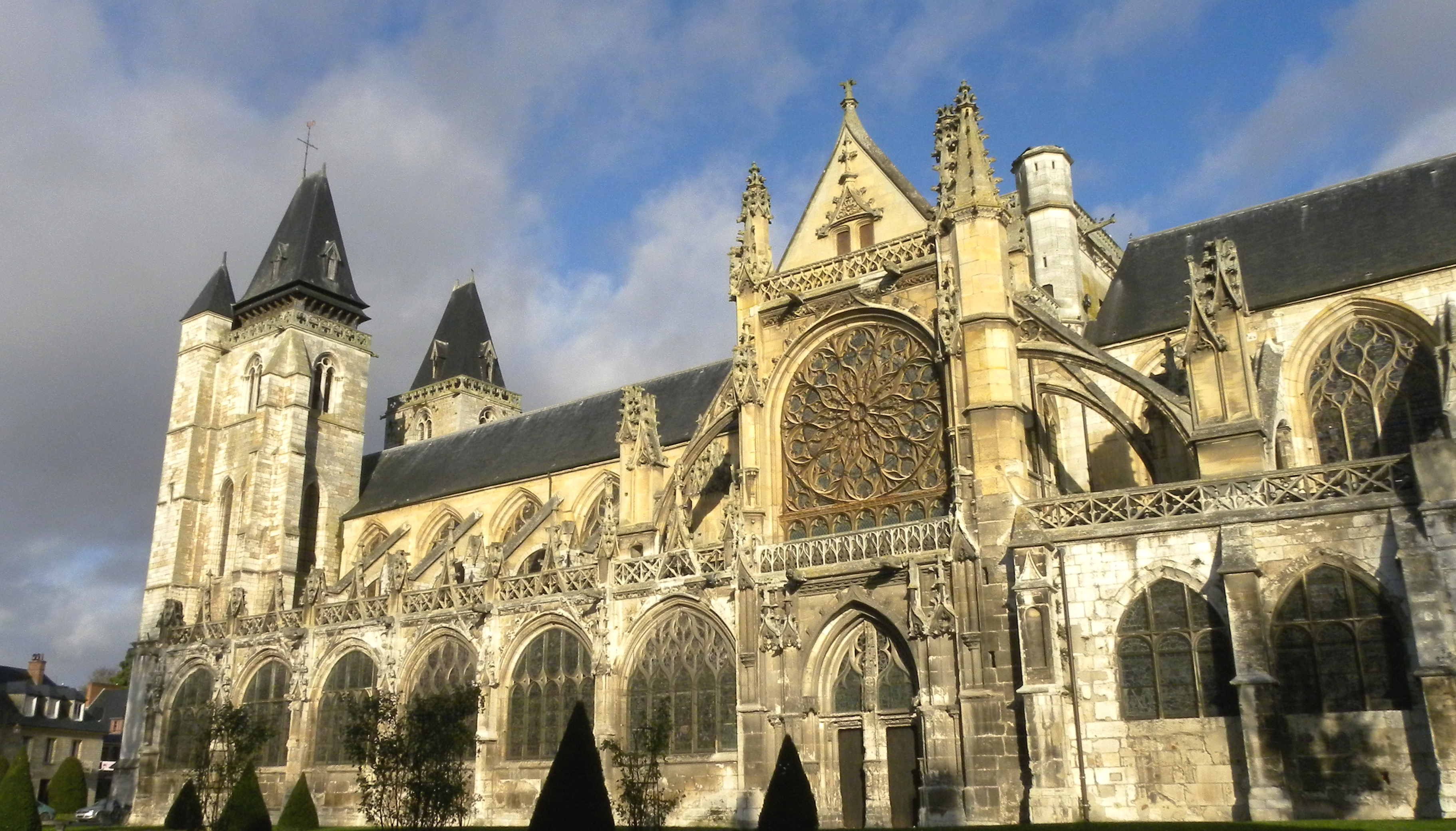
Fachada lateral de la iglesia

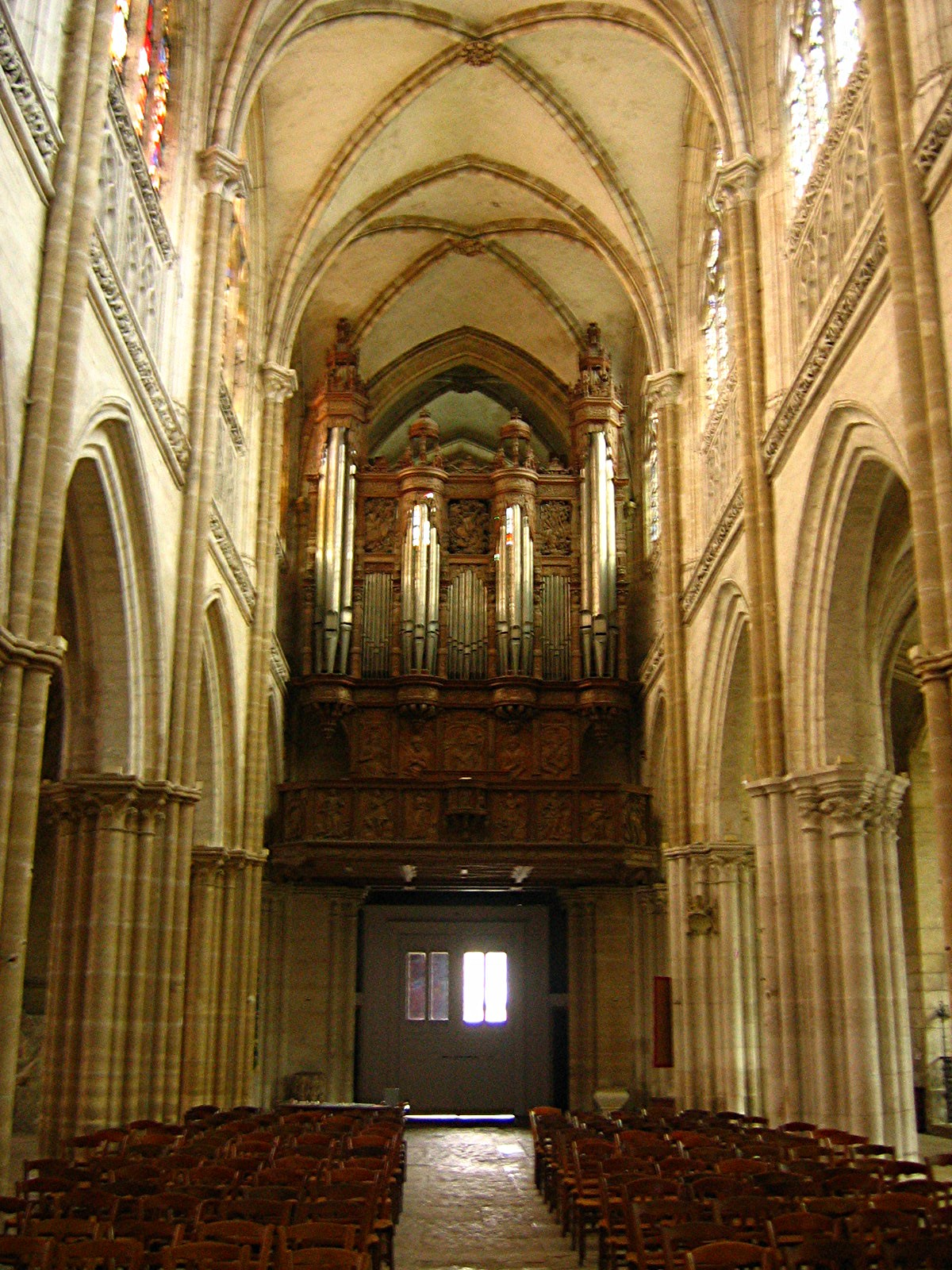
Interior de la iglesia

Los trabajos de construcción y embellecimiento continuaron hasta el final del siglo XVII, y se hicieron restauraciones importantes en 1860.  La iglesia es de grandes dimensiones, con una cabecera de planta cuadrada.
La fachada es el siglo XIII, pero fue parcialmente restaurada en el siglo XIX. Las dos torres que enmarcan tienen las tres campanas.
El portal sur es de estilo flamígero del siglo XV y el siglo XVI. El portal norte fue construido en la época del rey Enrique II de estilo renacentista.
La iglesia tenía una torre central y una aguja destruidas durante la Segunda Guerra Mundial .

## Interior
La iglesia tiene 70 m de longitud y 24 de ancho en el transepto y 21 m por debajo de la bóveda.

### Vitrales

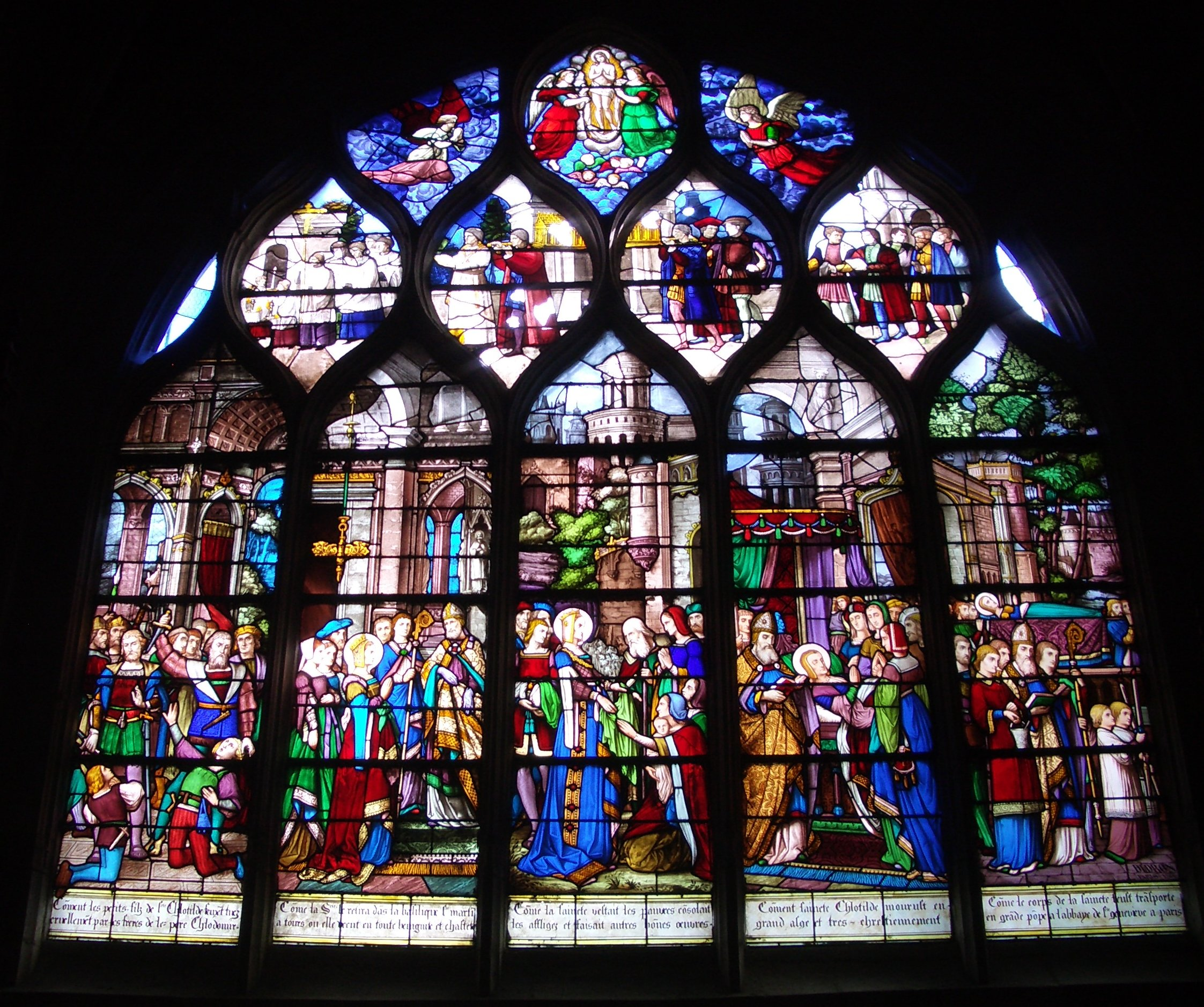
Vida de Santa Clotilde - vitral de Didion (1866)

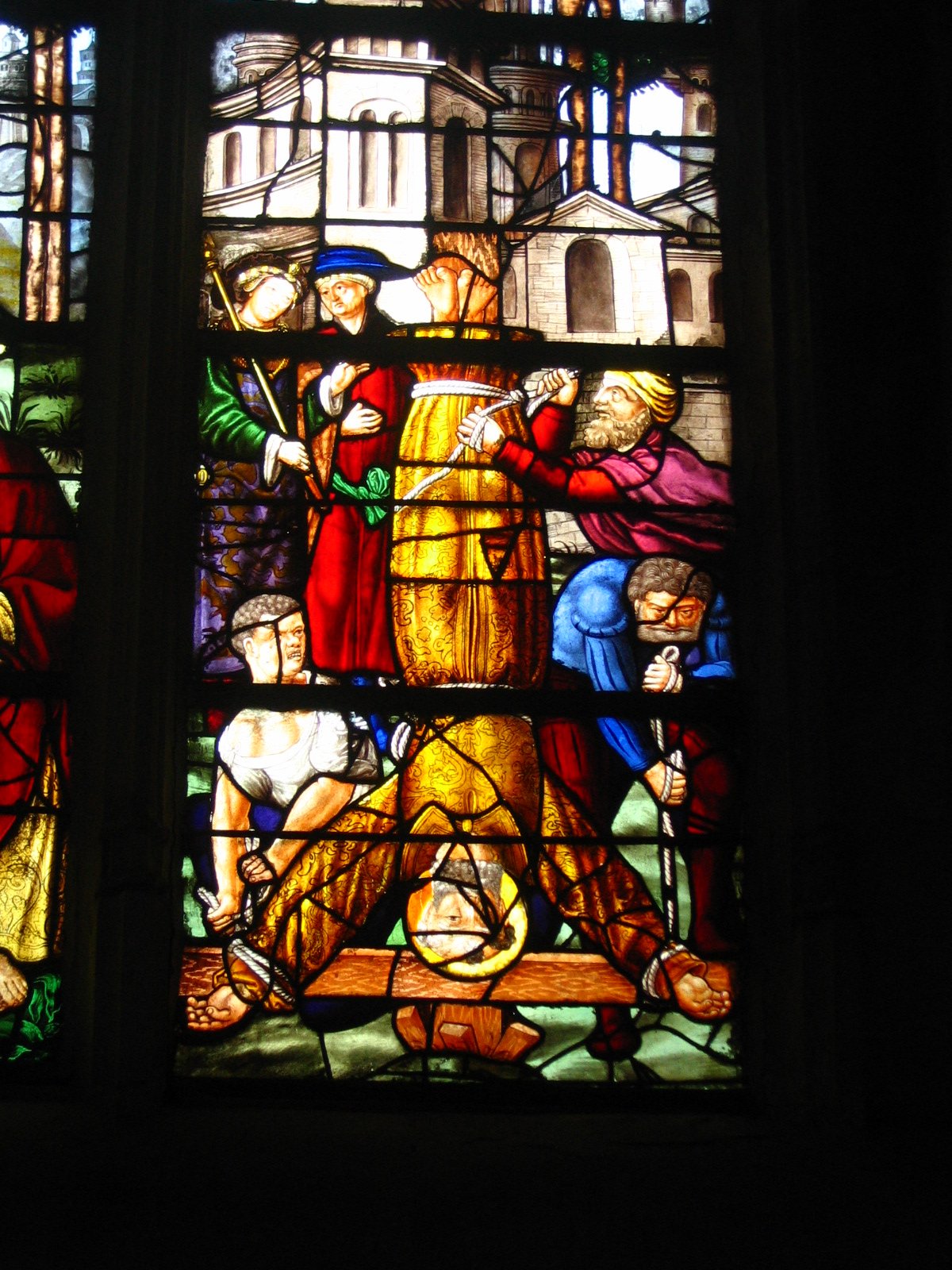
Crucifixión de San Pedro - vitral del

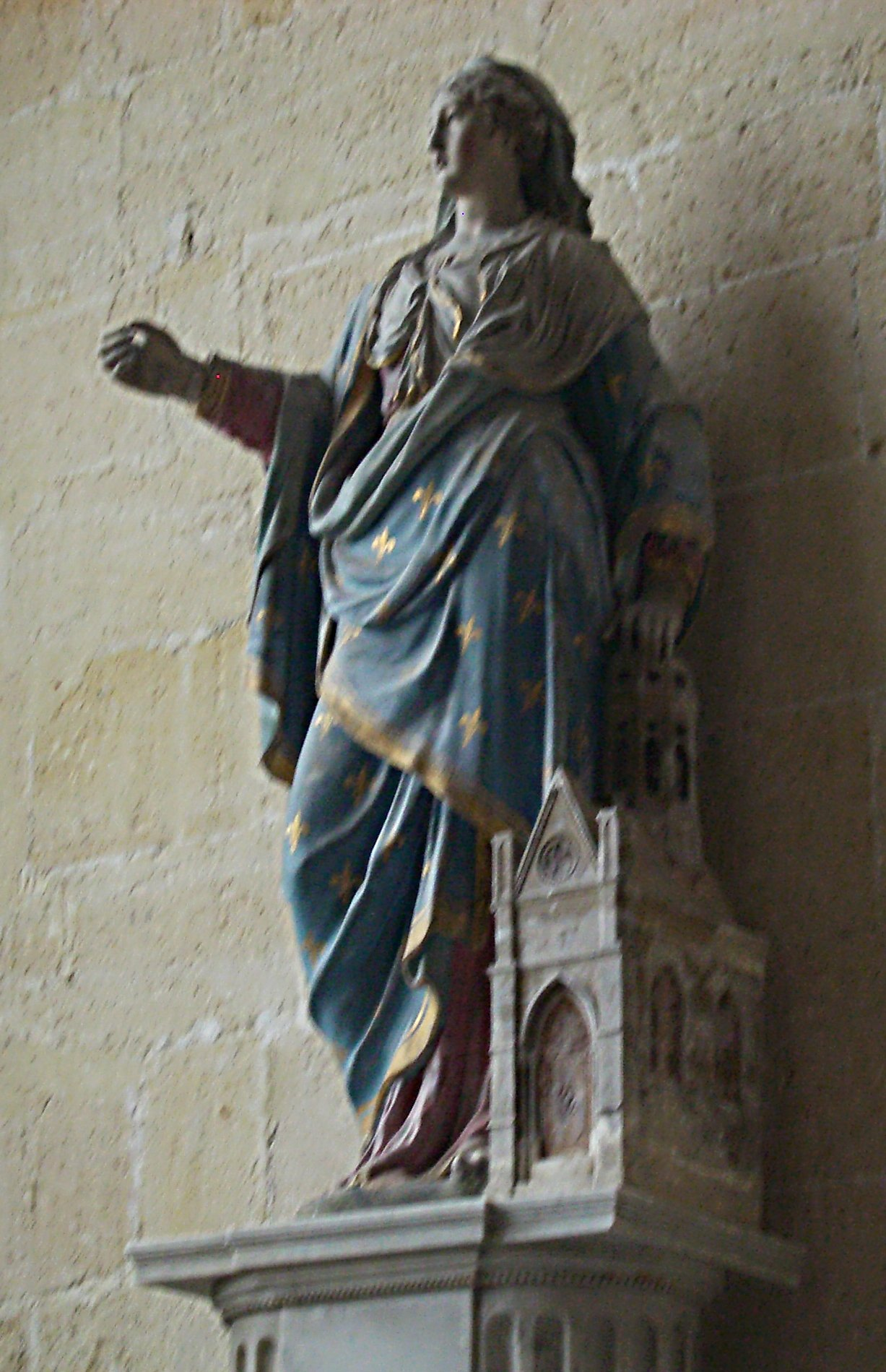
Estatua de Santa Clotilde

Fueron ejecutados en gran parte por los maestros vidrieros de siglo XV. Las ventanas de la nave lateral sur son de fecha 1540 y los que están en la parte superior de la nave de 1560. Romain Buron es uno de los autores de estas vitrales.  Bajo las ventanas del lado norte se encuentra un friso tallado esculpido que muestra escenas de la vida rural.

### Órganos
El órgano es de madera tallada en 1573, representa escenas bíblicas y también escenas de la mitología y representaciones de las ciencias conocidas en la época.

### Pinturas
La iglesia tiene tres telas, fechadas en 1612, de Quentin Varin, maestro de Nicolas Poussin: Le triomphe de la Vierge, Saint Clair, y el Martyre de saint Vincent.

### Estatuaria
La capilla del Sepulcro contiene un gran grupo que representa la sepultura, que proviene de la cartuja de Gaillon, del siglo XVI.

### Sepulturas
En la iglesia hay algunas lápidas del siglo XIII y del siglo XVII.
Santa Clotilde es especialmente venerada en este lugar ya que, en 1656, la iglesia recibió como una reliquia una cota de la santa.